# アイリッシュ・タイムズ
アイリッシュ・タイムズ（英語：The Irish Times）は、アイルランド・ダブリンに本社を置く、新聞社並びに同社が発行している左翼系日刊新聞紙。1859年3月29日に創刊された。創設者はLawrence Knox。1994年に公式サイトを開設、1999年にはオンライン版の発行を開始した。

## 本社

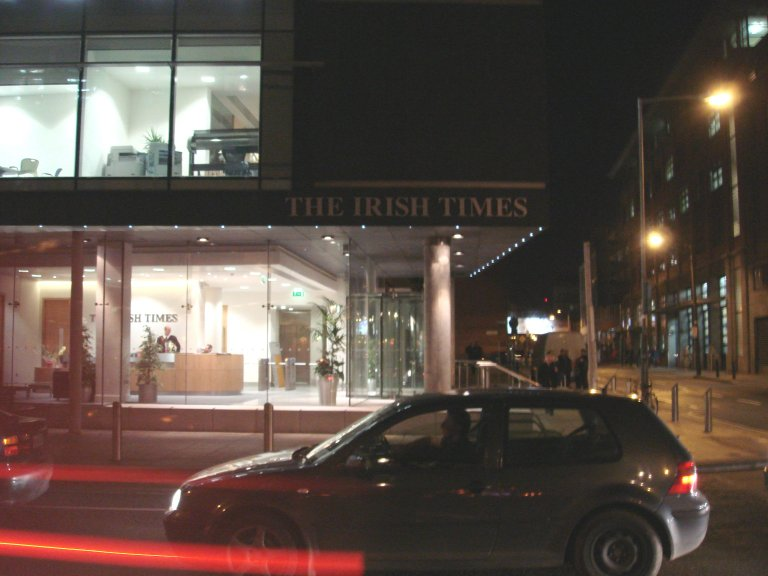
タラ・ストリート沿いにある本社ビル

同社は1895年に、元のオフィスからドリエ通りに移転した。これが「ドリエ通りの老婦人（Old Lady of the D'Olier Street）」という異名の由来である。 同社は2006年10月に、タラ通りの近くの建物に移転した。

## 紙面
紙面は毎日同じ形式となっている。一面にはホームニュース、ワールドニュース、スポーツ記事や経済記事などが掲載されている。今日のセクション内の記事のいくつかの「お誘い」だけでなく左側の列にはニュースダイジェストと、一つのメイン画像と三つの主要なニュース記事が掲載されている。他には勝利抽選番号や天気予報などの情報。 内部では通常、アイルランドのニュースの八から一二ページ含まれている。「ホームニュース」と呼ばれるニュースはアイルランドと北アイルランドに関するニュースのこと 。
毎週水曜日には、アイルランド語の紙面が1面掲載される。

## 論調
左翼寄りのリベラル紙で知識人層に読まれている。創刊時には「新しい保守派の日刊紙」とされた。アイルランド独立の1922年より前およびその後数十年のあいだは親イギリス政府の論調で書かれていた。1960年代にアイルランド社会の変化を反映してリベラルに転向し、現在のアイルランドでの立ち位置はイギリスでのガーディアンやアメリカ合衆国でのニューヨーク・タイムズに相当する。岐阜大学の堀越智と法政大学の森ありさはそれぞれ1910年、1916年時点のアイリッシュ・タイムズを保守系とした。

## 歴代社長
- ジョージ・バーナード・ショー博士 （1859年）
- ジョージ・ボムフォード・ウィーラー牧師 （1859年 - 1877年）
- ジェームズ・スコット （1877年 - 1899年）
- ウィリアム・アルジャーノンロッカー （1901年 - 1907年）
- ジョン・エドワード・ヒーリー （1907年 - 1934年）
- ロバート・メーレ・スミリン（英語版）（1934年 - 1954年）
- アレック・ニューマン （1954年 - 1961年）
- アラン・モンゴメリー （1961年 - 1963年）
- ダグラス・ガゲーバ（英語版）（1963年 - 1974年、1977年 - 1986年）
- ファーガス・パイル（英語版）（1974年 - 1977年）
- コナー・ブレイディ（英語版）（1986年 - 2002年）
- ジェラルディン・ケネディ（英語版） （2002年 - 2011年）
- ケビン・オサリバン（英語版） （2011年 - ）